# Philippe Grandrieux
Philippe Grandieux (Saint-Étienne, 1954) è un regista e sceneggiatore francese.
Attivo nel campo del cinema, televisione e videoarte. Ha pubblicato articoli per riviste specializzate quali Trafic, Cahiers du Cinéma e Possession Immédiate. È considerato tra i più importanti cineasti francesi in attività da critici autorevoli quali Nicole Brenez e Raymond Bellour. Il suo stile cinematografico ha influenzato numerosi autori, tra cui Robert Eggers, regista di The Witch.

## Biografia
Studia cinema presso l'Institut National Supérieur des Arts du Spectacle (INSAS) in Belgio. Negli anni ottanta lavora in collaborazione con l'Institut National de l’Audiovisuel francese (INA) e il canale televisivo La Sept/Arte (oggi Arte France), dove sviluppa format dedicati alla scrittura cinematografica. Nel 1990 crea il laboratorio di ricerca cinematografica Live che produce lavori di Thierry Kuntzel, Robert Kramer e Robert Frank.
Dal 1998 dirige lungometraggi di finzione e documentari per il cinema, dei quali è spesso anche direttore della fotografia e sceneggiatore, fra cui Sombre (1998, menzione speciale della Confédération Internationale des Cinémas d'Art et d'Essai al Festival del film Locarno) e Un lac (2008, menzione speciale sezione "Orizzonti" alla 65ª Mostra internazionale d'arte cinematografica di Venezia).

## Televisione
- Juste une image (1982, serie tv)
- Pleine lune (1983, documentario)
- Berlin (1987, documentario)
- Cafés (1992, documentario)
- Gert Jan Theunisse (1993, cortometraggio documentario)

## Cinema
- Sombre (1998)
- La vie nouvelle (2002)
- Un lac (2008)
- Probabilmente la bellezza ha rinforzato il nostro proposito (Il se peut que la beauté ait renforcé notre résolution - Masao Adachi) (2011)
- White Epilepsy (2012)
- Meurtriére (2015)
- Malgré la nuit (2015)
- Unrest (2017)
- The Scream (2019)

## Premi
- 1982 - Grand Prix SCAM a Juste une image
- 1983 - Prix de l'Association française des critiques de télévision a Pleine lune
- 1998 - Festival del film Locarno - Menzione speciale della Confédération Internationale des Cinémas d'Art et d'Essai a Sombre
- 2008 - 65ª Mostra internazionale d'arte cinematografica di Venezia - Menzione speciale sezione "Orizzonti" a Un lac
- 2011 - Copenhagen International Documentary Film Festival - New Vision Award a Probabilmente la bellezza ha rinforzato il nostro proposito
- 2015 - FNC Festival du Nouveau Cinéma - Premio miglior lungometraggio della sezione FNC LAB a Meurtrière